# Piperton
Piperton es una ciudad ubicada en el condado de Fayette en el estado estadounidense de Tennessee. En el Censo de 2010 tenía una población de 1.445 habitantes y una densidad poblacional de 20,43 personas por km².

## Geografía
Piperton se encuentra ubicada en las coordenadas 35°3′5″N 89°36′36″O / 35.05139, -89.61000. Según la Oficina del Censo de los Estados Unidos, Piperton tiene una superficie total de 70.72 km², de la cual 70.4 km² corresponden a tierra firme y (0.45%) 0.32 km² es agua.

## Demografía
Según el censo de 2010, había 1.445 personas residiendo en Piperton. La densidad de población era de 20,43 hab./km². De los 1.445 habitantes, Piperton estaba compuesto por el 73.77% blancos, el 24.29% eran afroamericanos, el 0.14% eran amerindios, el 0.69% eran asiáticos, el 0% eran isleños del Pacífico, el 0.48% eran de otras razas y el 0.62% pertenecían a dos o más razas. Del total de la población el 1.31% eran hispanos o latinos de cualquier raza.